# Карбенов, Сеит Карбенович
Сеит Карбенович Карбенов (1903 год — 1983 год) — директор Бурлинской МТС Кустанайской области, Казахская ССР. Герой Социалистического Труда (1957).
Во время освоения целины руководил Бурлинской МТС, которая обслуживала близлежащие колхозы. В 1956 году Бурлинская МТС перевыполнила план по сбору и обмолоту зерновых. Указом Президиума Верховного Совета СССР от 11 января 1957 года за особо выдающиеся успехи, достигнутые в работе по освоению целинных и залежных земель, и получение высокого урожая удостоен звания Героя Социалистического Труда с вручением ордена Ленина и золотой медали «Серп и Молот».
После выхода на пенсию проживал в городе Рудный.
Скончался в 1983 году.